# Lättvikt i grekisk-romersk stil i brottning vid olympiska sommarspelen 2000
Herrarnas brottningsturnering i grekisk-romersk stil i viktklassen lättvikt vid olympiska sommarspelen 2008 avgjordes den 25-27 september i Sydney i Sydney Convention and Exhibition Centre. 

## Medaljörer
| Klass    | Guld                   | Silver                   | Brons                       |
| Lättvikt | Filiberto Azcuy · Kuba | Katsuhiko Nagata · Japan | Aleksej Glusjkov · Ryssland |

## Resultat

### Förkortningar
- EF — Vinst genom förverkande, förloraren ej plancerad
- E2 — Båda brottarna diskvalificerade för brott mot reglerna
- EV — Diskvalifikation från samtliga tävlingar för brott mot reglerna
- EX — 3 varningar eller brott mot reglerna
- PA — Skada/uteblivande
- PO — Vinst efter poäng, förloraren utan teknik-poäng
- PP — Vinst efter poäng, förloraren med teknik-poäng
- SP — Teknisk överlägsenhet, 10 poängs skillnad, förloraren hade poäng
- ST — Teknisk överlägsenhet, 10 poängs skillnad, förloraren utan poäng
- TO — Vinst efter fall
- KP — Klassificeringspoäng
- TP — Tekniska poäng

### Utslagningsronder

#### Grupp 1
| Tävlande               | Vunna | Förlorade | KP | TP |
| ---------------------- | ----- | --------- | -- | -- |
| Son Sang-Pil (KOR)     | 2     | 0         | 7  | 16 |
| Adam Juretzko (GER)    | 1     | 1         | 3  | 2  |
| Mattias Schoberg (SWE) | 0     | 2         | 0  | 0  |

| Röd              | Blå              | KP     | TP   |
| ---------------- | ---------------- | ------ | ---- |
| Son Sang-Pil     | Adam Juretzko    | 4-0 ST | 12-0 |
| Mattias Schoberg | Son Sang-Pil     | 0-3 PO | 0-4  |
| Adam Juretzko    | Mattias Schoberg | 3-0 PO | 2-0  |

#### Grupp 2
| Tävlande              | Vunna | Förlorade | KP | TP |
| --------------------- | ----- | --------- | -- | -- |
| Filiberto Azcuy (CUB) | 2     | 0         | 7  | 14 |
| Ender Memet (ROU)     | 1     | 1         | 5  | 14 |
| Ali Abdo (AUS)        | 0     | 2         | 0  | 0  |

| Röd             | Blå             | KP     | TP   |
| --------------- | --------------- | ------ | ---- |
| Ender Memet     | Filiberto Azcuy | 1-3 PP | 3-4  |
| Ali Abdo        | Ender Memet     | 0-4 ST | 0-11 |
| Filiberto Azcuy | Ali Abdo        | 4-0 ST | 10-0 |

#### Grupp 3
| Tävlande               | Vunna | Förlorade | KP | TP |
| ---------------------- | ----- | --------- | -- | -- |
| Islam Dugusjiev (AZE)  | 2     | 0         | 6  | 6  |
| Juha Lappalainen (FIN) | 1     | 1         | 3  | 2  |
| Parviz Zeidvand (IRI)  | 0     | 2         | 1  | 1  |

| Röd              | Blå              | KP     | TP  |
| ---------------- | ---------------- | ------ | --- |
| Parviz Zeidvand  | Islam Dugusjiev  | 0-3 PO | 0-5 |
| Juha Lappalainen | Parviz Zeidvand  | 3-1 PP | 2-1 |
| Islam Dugusjiev  | Juha Lappalainen | 3-0 PO | 1-0 |

#### Grupp 4
| Tävlande              | Vunna | Förlorade | KP | TP |
| --------------------- | ----- | --------- | -- | -- |
| Valerij Nikitin (EST) | 2     | 0         | 7  | 15 |
| Ghani Yalouz (FRA)    | 1     | 1         | 3  | 13 |
| Csaba Hirbik (HUN)    | 0     | 2         | 2  | 7  |

| Röd             | Blå             | KP     | TP   |
| --------------- | --------------- | ------ | ---- |
| Ghani Yalouz    | Csaba Hirbik    | 3-1 PP | 5-4  |
| Valerij Nikitin | Ghani Yalouz    | 4-0 TO | 5:40 |
| Csaba Hirbik    | Valerij Nikitin | 1-3 PP | 3-4  |

#### Grupp 5
| Tävlande               | Vunna | Förlorade | KP | TP |
| ---------------------- | ----- | --------- | -- | -- |
| Katsuhiko Nagata (JPN) | 2     | 0         | 4  | 5  |
| Ruslan Biktjakov (UZB) | 1     | 1         | 4  | 4  |
| Heath Sims (USA)       | 0     | 2         | 3  | 4  |

| Röd              | Blå              | KP     | TP  |
| ---------------- | ---------------- | ------ | --- |
| Ruslan Biktjakov | Heath Sims       | 3-0 PO | 3-0 |
| Katsuhiko Nagata | Ruslan Biktjakov | 3-1 PP | 3-1 |
| Heath Sims       | Katsuhiko Nagata | 3-1 PP | 4-2 |

#### Grupp 6
| Tävlande               | Vunna | Förlorade | KP | TP |
| ---------------------- | ----- | --------- | -- | -- |
| Aleksei Glusjkov (RUS) | 3     | 0         | 10 | 24 |
| Ryszard Wolny (POL)    | 2     | 1         | 8  | 8  |
| Rustam Adzhi (UKR)     | 1     | 2         | 6  | 8  |
| Vladimir Kopitov (BLR) | 0     | 3         | 0  | 0  |

| Röd              | Blå              | KP     | TP   |
| ---------------- | ---------------- | ------ | ---- |
| Rustam Adzhi     | Vladimir Kopitov | 4-0 TO | 0:46 |
| Ryszard Wolny    | Aleksej Glusjkov | 1-3 PP | 1-8  |
| Rustam Adzhi     | Ryszard Wolny    | 1-3 PP | 1-7  |
| Vladimir Kopitov | Aleksej Glusjkov | 0-4 TO | 3:29 |
| Rustam Adzhi     | Aleksej Glusjkov | 1-3 PP | 4-5  |
| Vladimir Kopitov | Ryszard Wolny    | 0-4 PA |      |

### Utslagningsträd
|  | Kvartsfinaler          | Kvartsfinaler          |                       |                        | Semifinaler           | Semifinaler |  |  | Final | Final |
|  |                        |                        |                       |                        |                       |             |  |  |       |       |
|  | 27 september           |                        |                       |                        |                       |             |  |  |       |       |
|  |                        |                        |                       |                        |                       |             |  |  |       |       |
|  | Son Sang-Pil (KOR)     | 2                      |                       |                        |                       |             |  |  |       |       |
|  | Son Sang-Pil (KOR)     | 2                      | 27 september          |                        |                       |             |  |  |       |       |
|  | Filiberto Azcuy (CUB)  | 9                      |                       |                        |                       |             |  |  |       |       |
|  | Filiberto Azcuy (CUB)  | 9                      | Filiberto Azcuy (CUB) | 6                      |                       |             |  |  |       |       |
|  |                        |                        | Filiberto Azcuy (CUB) | 6                      |                       |             |  |  |       |       |
|  |                        | Valerij Nikitin (EST)  | 0                     |                        |                       |             |  |  |       |       |
|  | Islam Dugushiev (AZE)  | Valerij Nikitin (EST)  | 0                     | 1                      |                       |             |  |  |       |       |
|  | Islam Dugushiev (AZE)  |                        | 27 september          | 1                      |                       |             |  |  |       |       |
|  | Valeri Nikitin (EST)   | 4                      |                       |                        |                       |             |  |  |       |       |
|  | Valeri Nikitin (EST)   | 4                      | Filiberto Azcuy (CUB) | 11                     |                       |             |  |  |       |       |
|  |                        |                        | Filiberto Azcuy (CUB) | 11                     |                       |             |  |  |       |       |
|  |                        | Katsuhiko Nagata (JPN) | 0                     |                        |                       |             |  |  |       |       |
|  | Katsuhiko Nagata (JPN) | Katsuhiko Nagata (JPN) | 0                     |                        |                       |             |  |  |       |       |
|  |                        |                        |                       |                        |                       |             |  |  |       |       |
|  | Bye                    |                        |                       |                        |                       |             |  |  |       |       |
|  | Katsuhiko Nagata (JPN) | 3                      | Bronsmatch            | Bronsmatch             |                       |             |  |  |       |       |
|  | Katsuhiko Nagata (JPN) | 3                      | Bronsmatch            | Bronsmatch             |                       |             |  |  |       |       |
|  |                        | Aleksej Glusjkov (RUS) | 1                     |                        |                       |             |  |  |       |       |
|  | Aleksej Glusjkov (RUS) | Aleksej Glusjkov (RUS) | 1                     |                        | Valerij Nikitin (EST) | 0           |  |  |       |       |
|  | Aleksej Glusjkov (RUS) |                        |                       |                        | Valerij Nikitin (EST) | 0           |  |  |       |       |
|  | Bye                    |                        |                       | Aleksej Glusjkov (RUS) | 5                     |             |  |  |       |       |
|  | Bye                    |                        |                       | Aleksej Glusjkov (RUS) | 5                     |             |  |  |       |       |
|  |                        |                        |                       |                        |                       |             |  |  |       |       |
|  |                        |                        |                       |                        |                       |             |  |  |       |       |